# 山状隐足蟹
山状隐足蟹（学名：Cryptopodia collifer）为菱蟹科隐足蟹属的动物。分布于菲律宾与苏拉威西岛屿之间的岛屿，包括南海等海域，生活环境为海水，常生活于水深88米的泥沙底。